# Алая женщина
«Алая женщина» (фр. La Femme écarlate) — кинофильм. Премьера во Франции состоялась 14 мая 1969 года, в Италии — 29 августа 1969 года .

## Сюжет
Люсий и Жюльен жили в Ницце и любили друг друга, по крайней мере так думала сама девушка. Но Жюльен предаёт её, и кроме того все её деньги потеряны. Люсий решает убить предателя и после покончить с собой. А пока она даёт себе одну неделю и отправляется в Париж, чтобы прожить это время прекрасно и проститься со всем — с миром, людьми, Парижем, жизнью, а потом в пятницу исполнить свой план.
Но всё происходит совсем не так как она представляла. Люсий случайно встречает одного парижанина, который в пятницу мешает исполнению кровавого плана обманутой влюблённой. В итоге всё заканчивается хорошо, и каждый из героев продолжает свою жизнь.

## Интересный факт
По сюжету героиня знакомится с гастролирующей в Париже четвёркой "Битлз", показанной в фильме под псевдонимом "Клещи" (пародия на "Жуки"), и даже принимает наркотики вместе с одним из музыкантов.

## В ролях
- Моника Витти — Люсий Ломбарди
- Морис Роне — Франсуа
- Робер Оссейн — Жюльен
- Клаудио Брук — Джон Берт
- Альбер Симоно
- Люсьен Рэмбург
- Моника Мелинан
- Симона Бах
- Робер Роллис
- Сабина Сунь